# Moechamednazar Gapoerov
Moechamednazar Gapoerovitsj  (Russisch: Мухамедназар Гапурович Гапуров) (selsovjet Otjabrski, district Tsjardzjo-oeski, Turkmeense SSR, 15 februari 1922 - Berzengi, 13 juli 1999) was eerste secretaris van de Turkmeense Communistische Partij van december 1969 tot december 1985 en als zodanig de hoogste leider binnen de Turkmeense SSR van de Sovjet-Unie. 
Gapoerov volgde Balysj Ovezov op, die was afgezet door Nikita Chroesjtsjov. In 1985 werd hij afgezet door Michail Gorbatsjov in verband met een katoencorruptieschandaal en vervangen door Saparmurat Niazov, die het land eerst als eerste secretaris en later als president van het onafhankelijke Turkmenistan tot 2006 zou leiden.